# Metsä-Lakko
Metsä-Lakko är en ö i Finland. Den ligger i sjön Vesijärvi och i kommunen Asikkala i den ekonomiska regionen  Lahtis ekonomiska region  och landskapet Päijänne-Tavastland, i den södra delen av landet, 110 km norr om huvudstaden Helsingfors. Öns area är 2 hektar och dess största längd är 240 meter i nord-sydlig riktning.